# 盘锦大米
盘锦大米，是原产地为辽宁省盘锦市的大米。盘锦大米如珠似玉、晶莹剔透、粒形完整、胶稠度高、糊化度低、清香浓郁、筋道滑腻、口感极佳，堪称米之珍品。2002年9月，中国国家质量监督检验检疫总局批准盘锦大米实施地理标志保护，盘锦大米成为辽宁省首个中国地理标志产品，同时也是首个粮食类中国地理标志产品。2020年9月，《中欧地理标志协定》正式签署，盘锦大米亦被列入欧盟保护清单。

## 種植品種
盤錦大米的品種沒有像五常大米一般限制品種。包括中國國內育成的錦稻109(2023年後改稱為紅海灘1號)、鹽粳939、綏粳18，或是源自日本的越光米、一目惚等等均有在盤錦種植。2023年起盤錦市政府開始推廣大規模種植紅海灘1號作為經營主體。但稻米品種仍然沒有被寫入GB/T 18824盤錦大米國家標準。

## 种植历史
1928年，张学良出于战略考虑，联合奉军驻营口海防部队负责人鲍英麟、东北海军司令沈鸿烈等30余人，创办“营田股份有限公司”，开发水田7.66万亩。公司使用“火犁”（拖拉机）翻地，使用柴油机从魏家沟、田庄台提引大辽河水灌溉。“营田公司”是当时东北地区生产技术先进、耕作面积最大的水稻种植企业，开创了东北地区水稻生产机械化的先河。

1948年，盘锦解放后，政府开始了大规模垦荒造田，兴修灌溉网，改良土壤，尤其是以国营农场为单位进行农田开发建设，为盘锦日后成为中国重要的商品粮基地奠定了坚实的基础。

## 获奖与认证
2007年，同时获“中国名牌产品”与“中国驰名商标”。

2008年，被指定为“北京奥运会专用米”。

2009年，被评为“辽宁省最具综合实力的驰名商标”。

2011年，居“中国十佳地理标志品牌”榜首。

## 衍生产品
盘锦市另一知名产品凤桥老窖以盘锦大米为主料，经混蒸、混烧、泥窖低温发酵的传统清六甑、老五甑工艺酿成浓香型白酒。